# Denton (Caroline du Nord)
Denton est une ville américaine située dans le comté de Davidson, dans l’État de Caroline du Nord. En 2010, sa population était de 1 636 habitants.

## Démographie
| 1910 | 1920 | 1930 | 1940 | 1950 | 1960 |
| ---- | ---- | ---- | ---- | ---- | ---- |
| 320  | 559  | 540  | 677  | 766  | 852  |

| 1970  | 1980 | 1990  | 2000  | 2010  | - |
| ----- | ---- | ----- | ----- | ----- | - |
| 1 017 | 949  | 1 292 | 1 450 | 1 636 | - |

## Source de la traduction
- (en) Cet article est partiellement ou en totalité issu de l’article de Wikipédia en anglais intitulé « Denton, North Carolina » (voir la liste des auteurs).